# 볼로디미르 루카셴코
볼로디미르 바실료비치 루카셴코(우크라이나어: Володи́мир Васи́льович Лукаше́нко, 1980년 2월 14일~)는 우크라이나의 은퇴한 펜싱 선수로 주 종목은 사브르이다. 2000년과 2004년 하계 올림픽에 참가했으며 세계 선수권 대회에서 금메달 1개, 은메달 1개, 동메달 1개, 유럽 선수권 대회에서 은메달 1개, 동메달 2개를 획득했다.